# Miftachetdin Akmułła
Miftachetdin Akmułła (baszk. Мифтахетдин Аҡмулла, kaz. Муфтахетдин Ақмолла (Muftaxetdin Aqmolla) tat. Мифтахетдин Акмулла, Miftaxetdin Aqmulla, ros. Мифтахетдин Акмулла, ur. 14 grudnia?/26 grudnia 1831 w Tuksanbajewo, obecnie w rejonie mijakińskim Baszkortostanu, zm. 8 października?/20 października 1895 w pobliżu stacji Syrostan, obecnie w obwodzie czelabińskim) – filozof i ludowy poeta baszkirski, tatarski oraz kazachski, znany też wśród innych narodowości tureckich, m.in. Karakałpaków i Ujgurów.

## Imię, pochodzenie, języki
Akmułła nie jest prawdziwym nazwiskiem poety, lecz jego pseudonimem. Istnieje kilka wersji jego własnego imienia z tego powodu, iż nie wiadomo dokładnie, jak miał na imię oraz kim był z pochodzenia jego ojciec. Według wersji Raszyta Szakura, ojcem poety był imam Kamaletdin Iskużyn (ur. 1805), a jego matka miała na imię Bibiummgulsum (ur. 1809), obydwoje urodzili się na terenach gminy Kul-Ilmińskiej powiatu belebejskiego i są z pochodzenia Baszkirami. Według danych archiwalnych, matka poety miała na imię Bibiummgulsum bint Salimjan (czyli Bibiummgulsum córka Salimjana, we współczesnym języku baszkirskim Бибиөммгөлсөм Сәлимйән ҡыҙы, Bibiömmgölsöm Sälimyän qıđı). Jeszcze jednym argumentem, wspierającym tę teorię jest to, że rejon mijakiński jest po dziś dzień zamieszkany przez Baszkirów należących do plemienia min. Szeżere (czyli zapis rodowodu) Akmułły odnaleziony właśnie w mieście jego urodzenia wywodzi poetę właśnie z tego plemienia. Poza tym wiadomo, że poeta pisał swoje pełne imię jak mułła Miftachetdin bine Kamaletdin bine Iszmuchamet al-Baszkordi ("mułła Miftachetdin syn Kamaletdina syna Iszmuchameta, Baszkir"). 
Według innej wersji, prawdziwym ojcem Miftachetdina Akmułły jest Kazach o imieniu Muchamedijar. Po śmierci zaś Muchamedijara imam Kamaletdin wziął ślub z matką poety, Bibiummgulsum.
Istnieje też trzecia wersja, o której wspomina m.in. Rizaitdin Fachretdin.  Według tej wersji ojciec Miftachetdina Akmułły był Baszkirem, matka zaś Tatarką kazańską. D. Kaczkynbajew twierdzi, iż Akmułła mówił, że jego ojciec jest Kazachem, a matka "Nogajką". Warto jednak odznaczyć, iż wówczas etnonim Nuğay/Noğay mógł oznaczać nie tylko współczesnych Nogajów; istniało kilka rodów Baszkirskich o takiej nazwie (nogaj-jurmaty, nogaj-burjan itd.), nazwa ta była też często używana (jak nazwa własna całego narodu) przez Tatarów.

### Języki oryginalne a język literacki
Innym pytaniem dyskusyjnym związanym z analizą literacką twórczości Miftachetdina Akmułły jest kwestia języka, w którym powstawały jego utwory. Jako że Akmułła był sesenem, czyli wędrującym ludowym poetą (baszk. сәсән, säsän), większość jego wierszy była przekazywana w formie ustnej. Właśnie dlatego nie można stwierdzić, iż językiem oryginalnym jego tworów był tzw. starotatarski język literacki, ponieważ język ów był wyłącznie środkiem komunikacji pisemnej, językami mówionymi byli jednak różne wariacje regionalne tego języka, które na początku XX wieku zostały oddzielnymi językami literackimi. Achat Wildanow twierdzi, iż językami oryginalnymi większości tworów Akmułły są baszkirski oraz kazachski z tego powodu, że słownictwo baszkirskie oraz kazachskie stanowi znaczną część jego poezji. R, Achmetow twierdzi że Akmułła używał "mieszanego języka tatarsko-kazachskiego, zawierającego też elementy narodowego języka mówionego tamtejszych Baszkirów". Skoro "starotatarski język literacki" (czyli wariacja lokalna ogólnego języka starotureckiego) był jedynym językiem literackim regionu, wszystkie utwory Akmułły wydane przed rewolucją, m.in. 
"Elegia ku pamięci Szyhabutdina Mardżaniego" zostały opublikowane w Kazaniu właśnie w tym języku. Język poezji Miftachetdina Akmułły zawiera znacznie mniej leksyki arabskiej oraz perskiej niż język tworów innych poetów tureckojęzycznych XIX wieku.

## Życiorys

### Edukacja
Miftachetdin ukończył mekteb (muzułmańską religijną szkołę podstawową) we wsi rodzinnej (według innych danych uczył się też we wsi Jełbułaktamak koło Tuksanbajewa). Po ukończeniu mekteba stał się szakirdem (uczniem madrasy) we wsiach Meneuztamak i Anas, później też w Sterlibaszewie. Wówczas nauczycielem poezji a religii w madrasie sterlibaszewskiej był znany poeta Szamsetdin Zaki. Po ukończeniu zaś tej madrasy wrócił na wieś rodzinną. Już w wieku 25 lat zaczął wędrować, ale zgodnie z danymi spisu miejscowego nie wyjeżdżał na stałe z domu rodziców przynajmniej do 1859 roku. Przyjechał do Orenburga w 1860, później wędrował po aułach baszkirskich na Uralu a Miassie. Przybywszy do Troicku uczył się sufizmu od znanego religioznawcy baszkirskiego Zajnułły Rasulewa.